# I. e. 85
Évszázadok: i. e. 2. század – i. e. 1. század – 1. század
Évtizedek: i. e. 130-as évek – i. e. 120-as évek – i. e. 110-es évek – i. e. 100-as évek – i. e. 90-es évek – i. e. 80-as évek – i. e. 70-es évek – i. e. 60-as évek – i. e. 50-es évek – i. e. 40-es évek – i. e. 30-as évek
Évek: i. e. 90 – i. e. 89 – i. e. 88 – i. e. 87 –  i. e. 86 – i. e. 85 – i. e. 84 – i. e. 83 – i. e. 82 – i. e. 81 – i. e. 80

## Események

### Róma
- Lucius Cornelius Cinnát (harmadszor) és Cnaeus Papirius Carbót választják consulnak.
- Az előző évi consul, Lucius Valerius Flaccus fellázadt legatusa, Caius Flavius Fimbria elől Khalkédónba, majd Nikomédeiába menekül, de elfogják és megölik.
- Fimbria vereséget mér VI. Mithridatész fiára és megsemmisíti a hadseregét, majd Pitané városáig üldözi. Mivel Sulla tengernagya, Lucullus nem működik együtt a lázadó Fimbriával és nem veszi blokád alá a kikötőt, Mithridatész fia hajón elmenekül. Fimbria feldúlja a Rómától elforduló görög városokat és Iliont, amely Sulla védelme alá helyezte magát, teljesen elpusztítja.
- Sulla az orchmenusi csatában legyőzi Mithridatész hadvezérét, Arkhelaoszt és kiűzi a pontoszi erőket a Balkánról.
- Sulla - aki mielőbb szeretne visszatérni Rómába - enyhe feltételekkel békét köt VI. Mithridatésszal, aki visszaadja az elfoglalt területeket, visszaállítja az előzött Róma-barát uralkodókat, átad 70 hajót, valamint fizet 3 ezer talentumot. Az első mithridatészi háború véget ér. A tárgyalások ideje alatt Sulla még büntetőexpedíciót indít a Mihridatést mellé álló dardánok ellen.
- Sulla Fimbria üldözésére indul, aki a pergamoni Aszklépiosz-szentélyben keres menedéket, majd öngyilkos lesz.

### Közel-Kelet
- II. Tigranész örmény király kihasználja a pártus birodalom II. Mithridatész király halála utáni belső problémáit és visszafoglalja azt a "70 völgyet", amelyet trónra helyezésekor át kellett adnia a pártusoknak. Ezt követően megszállja Adiabénét, Atropaténét, majd Médiát, egészen Ekbatanáig.

## Születések
- Marcus Iunius Brutus, római politikus, Caesar egyik gyilkosa
- Tiberius Claudius Nero, római politikus
- Publilius Syrus, római költő

## Halálozások
- Lucius Valerius Flaccus, római consul
- Caius Flavius Fimbria, római hadvezér

## Fordítás
- Ez a szócikk részben vagy egészben  a(z)   85 av. J.-C. című francia Wikipédia-szócikk ezen változatának fordításán alapul.  Az eredeti cikk szerkesztőit annak laptörténete sorolja fel. Ez a jelzés csupán a megfogalmazás eredetét és a szerzői jogokat jelzi, nem szolgál a cikkben szereplő információk forrásmegjelöléseként.